# ادوارد گلیسون
ادوارد گلیسون (انگلیسی: Edward Gleason; ۹ نوامبر ۱۸۶۹ – ۹ آوریل ۱۹۴۴) ورزشکار ورزش تیراندازی اهل ایالات متحده آمریکا بود.
وی در مسابقات کشوری و بین‌المللی در مجموع برندهٔ ۱ مدال طلا شده‌است.